# Def Jam: Icon
Def Jam: Icon è un picchiaduro a incontri, ed è il terzo della serie videoludica a tema hip-hop con licenza Def Jam. Il gioco è stato sviluppato dalla EA Chicago, il che lo rende il primo gioco della serie a non essere sviluppato dalla AKI Corporation. Il gioco è uscito tra marzo e giugno 2007.

## Modalità di gioco
Stavolta, a differenza degli altri due titoli, orientati sul wrestling, il gameplay in Icon è simile a Fight Night Round 3 (altro gioco della EA Chicago), con combattimenti più ravvicinati e realistici; sempre come in Round 3, non ci sono indicatori di salute, il che porta il giocatore a determinare da sé la propria salute, osservando le condizioni fisiche del personaggio che controlla, a seconda dei graffi che porta. Inoltre, vi è un livello di interattività tra la musica e gli ambienti di gioco, in quanto non solo gli ambienti sono distruttibili, a maggior ragione a ritmo di musica, ma vi sono anche altri fattori che aggiungono dinamismo al gioco: ad esempio, in una stazione di rifornimento in rovina, una delle arene disponibili, ad ogni "bass hit" dei ritornello di una canzone può capitare che spunti fuori una colonna di fuoco. È anche possibile infliggere più danni se i colpi messi a segno vanno "a ritmo" con la musica, o può capitare che un personaggio infligga più danni nel caso sia di sfondo la propria canzone.
I comandi annoverano attacchi alti e bassi a due gradi di potenza riservati ai quattro tasti del pad, mentre la levetta analogica destra gestisce prese, colpi speciali e i cosiddetti attacchi direzionali, capaci di infliggere danni notevoli e mettere al tappeto gli avversari. Inoltre, all'inizio di ogni lotta va scelta una traccia musicale, che influisce drasticamente sull'incontro: ogni lottatore, infatti, può sostanzialmente variare il beat di accompagnamento con una particolare mossa (eseguita dai personaggi stessi come una sorta di scratching su un disco immaginario), in modo così da duplicare i danni inflitti in presenza della propria canzone.
Nella versione Xbox 360, i giocatori possono anche caricare le loro musiche personalizzate, e il gioco possiede una forma di rivelazione di ritmo per trovare il ritmo di ogni colonna sonora.
Principalmente, due sono le modalità di gioco: Arcade/Versus e Carriera (Build Your Label).

## Roster
| Roster di base | Sbloccabili |
| --- | --- |
| - Big Boi - Bun B - E-40 - Ghostface Killah - Jim Jones - Kano - Lil Jon - Ludacris - Mike Jones - Paul Wall - Redman - Sean Paul - T.I. - Tego - The Game - Young Jeezy | - Big Herc - Boyd - Dae Dae - Dr. Chang - Fast Hal - Fat Joe - Greer - Johnny Nunez - Method Man (Gooch) - Stan - Sticky Fingaz (Wink) - Troy Dollar - Wheatly |

Funkmaster Flex, Russell Simmons, Kevin Liles, Mayra Verónica, Christine Dolce e Melyssa Ford sono personaggi non giocabili

## Accoglienza
| Testata                          | Versione | Giudizio |
| -------------------------------- | -------- | -------- |
| Metacritic (media al 31-01-2020) | PS3      | 68/100   |
| Metacritic (media al 31-01-2020) | X360     | 69/100   |
| 1UP.com                          | Tutte    | C+       |
| Edge                             | X360     | 5/10     |
| EGM                              | Tutte    | 6.83/10  |
| Eurogamer                        | X360     | 5/10     |
| Game Informer                    | Tutte    | 7.75/10  |
| Game Revolution                  | Tutte    | B        |
| GamePro                          | X360     | [ 12 ]   |
| GameSpot                         | Tutte    | 8.1/10   |
| GameSpy                          | Tutte    | [ 14 ]   |
| GameTrailers                     | Tutte    | 6.3/10   |
| GameZone                         | PS3      | 7.9/10   |
| GameZone                         | X360     | 9/10     |
| IGN                              | PS3      | 6.7/10   |
| IGN                              | X360     | 7/10     |
| OXM                              | X360     | 8/10     |
| The A.V. Club                    | Tutte    | B-       |
| Detroit Free Press               | Tutte    | [ 22 ]   |

Su entrambe le versioni, il gioco ha ricevuto un'accoglienza positiva da parte della critica, ma più fredda e mista sul sito web Metacritic.
IGN ne ha lodato la colonna sonora priva di censure, le visuali "bellamente renderizzate" e la caratteristica "My Soundtrack" sulla versione PS3, ma ha criticato le "mosse di combattimento deboli" e le "meccaniche di gioco incostanti". GameSpot lo ha considerato in maniera positiva, dichiarando: "gioca abbastanza bene, ma brilla davvero grazie alla sua folle storia e al succoso roster."